# Лисбон (Флорида)
Лисбон (англ. Lisbon) — статистически обособленная местность, расположенная в округе Лейк (штат Флорида, США) с населением в 273 человека по статистическим данным переписи 2000 года.

## География
По данным Бюро переписи населения США, статистически обособленная местность Лисбон имеет общую площадь в 5,18 квадратных километров, из которых 4,92 кв. километров занимает земля и 0,26 кв. километров — вода. Площадь водных ресурсов округа составляет 5,02 % от всей его площади.
Статистически обособленная местность Лисбон расположена на высоте 21 м над уровнем моря.

## Демография
По данным переписи населения 2000 года, в Лисбонe проживало 273 человека, 81 семья, насчитывалось 107 домашних хозяйств и 147 жилых домов. Средняя плотность населения составляла около 52,7 человека на один квадратный километр. Расовый состав населённого пункта распределился следующим образом: 92,31 % белых, 0,73 % — коренных американцев, 6,96 % — других народностей. Испаноговорящие составили 9,89 % от всех жителей статистически обособленной местности.
Из 107 домашних хозяйств в 23,4 % воспитывали детей в возрасте до 18 лет, 59,8 % представляли собой совместно проживающие супружеские пары, в 7,5 % семей женщины проживали без мужей, 23,4 % не имели семей. 19,6 % от общего числа семей на момент переписи жили самостоятельно, при этом 9,3 % составили одинокие пожилые люди в возрасте 65 лет и старше. Средний размер домашнего хозяйства составил 2,55 человек, а средний размер семьи — 2,84 человек.
Население статистически обособленной местности по возрастному диапазону по данным переписи 2000 года распределилось следующим образом: 21,2 % — жители младше 18 лет, 6,2 % — между 18 и 24 годами, 28,2 % — от 25 до 44 лет, 24,5 % — от 45 до 64 лет и 19,8 % — в возрасте 65 лет и старше. Средний возраст жителей составил 40 лет. На каждые 100 женщин в Лисбонe приходилось 111,6 мужчин, при этом на каждые сто женщин 18 лет и старше приходилось 104,8 мужчин также старше 18 лет.
Средний доход на одно домашнее хозяйство статистически обособленной местности составил 22 875 долларов США, а средний доход на одну семью — 33 984 доллара. При этом мужчины имели средний доход в 33 281 доллар США в год против 21 750 долларов среднегодового дохода у женщин. Доход на душу населения статистически обособленной местности составил 22 875 долларов в год. Все семьи имели доход, превышающий уровень бедности, 7,5 % от всей численности населения находилось на момент переписи населения за чертой бедности, при том все жители младше 18 и старше 65 лет имели совокупный доход, превышающий прожиточный минимум.